# Sophie Amalie von Braunschweig-Calenberg

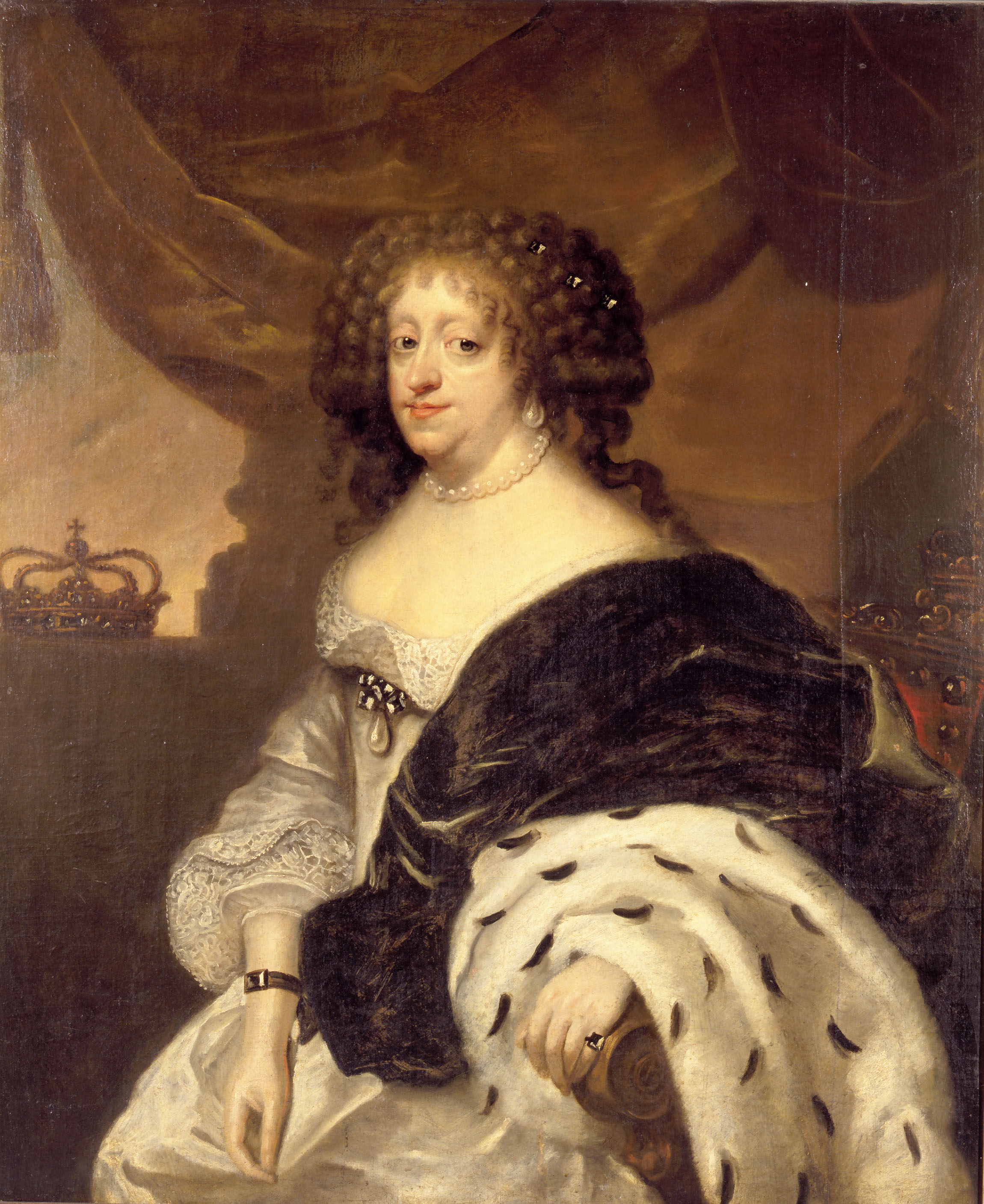
Abraham Wuchters: Königin Sophie Amalie von Dänemark

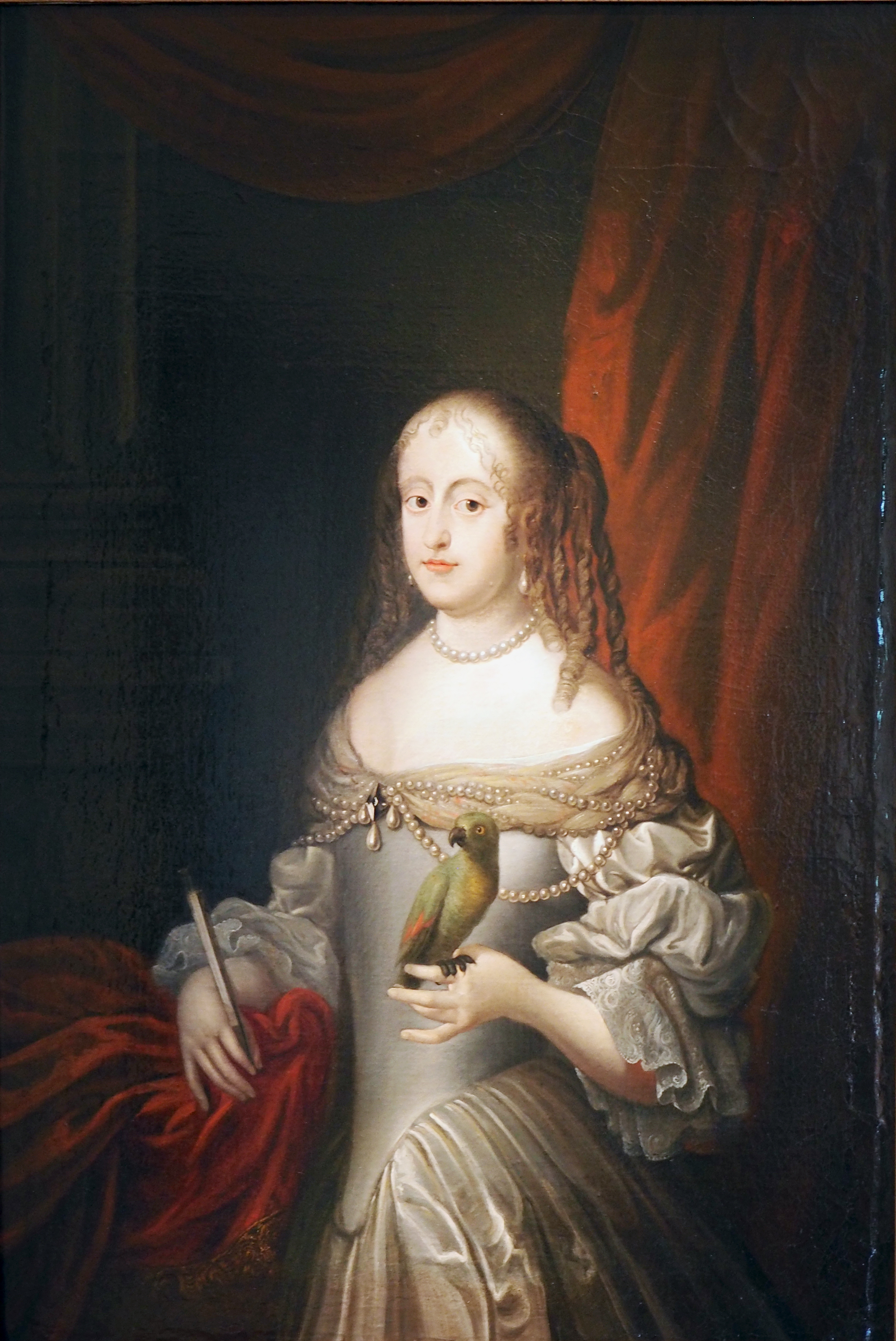
Sophie Amalie von Braunschweig-Calenberg

Sophie Amalie von Braunschweig-Calenberg (* 24. März 1628 auf Schloss Herzberg; † 20. Februar 1685 in Kopenhagen) war eine Prinzessin aus dem Haus der Welfen und durch Heirat Königin von Dänemark und Norwegen.

## Leben
Sophie Amalie war die einzige Tochter von Herzog Georg von Braunschweig und Lüneburg-Calenberg (1582–1641) und seiner Frau Prinzessin Anna Eleonore von Hessen-Darmstadt.
Am 1. Oktober 1643 heiratete sie Friedrich III. von Dänemark und Norwegen (1609–1670), dritter Sohn des Königs Christian IV. von Dänemark und dessen erster Gemahlin Anna Katharina von Brandenburg. Aus der gemeinsamen Ehe gingen acht Kinder hervor:
- Christian V. (1646–1699) ⚭ Prinzessin Charlotte Amalie von Hessen-Kassel
- Anna Sophie (1647–1717) ⚭ Kurfürst Johann Georg III. von Sachsen
- Friederike Amalie (1649–1704) ⚭ Herzog Christian Albrecht von Schleswig-Holstein-Gottorf
- Wilhelmine Ernestine (1650–1706) ⚭ Kurfürst Karl II. von der Pfalz
- Friedrich (1651–1652)
- Georg, Herzog von Cumberland (1653–1708) ⚭ Königin Anne von Großbritannien
- Ulrike Eleonore (1656–1693) ⚭ König Karl XI. von Schweden
- Dorothea (1657–1658)

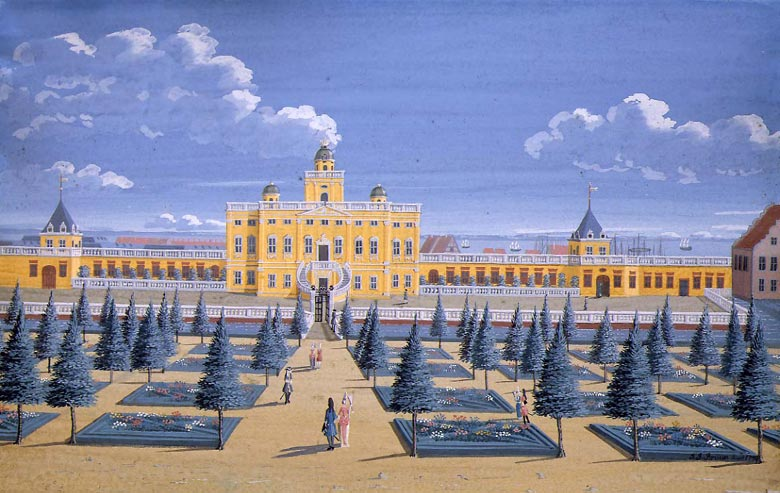
Das Lustschloss Amalienborg um 1740

Sophie Amalie hatte während der Regierungszeit ihres Mannes und später ihres Sohnes Einfluss auf politische Entscheidungen. Sie spielte eine aktive Rolle im Machtkampf mit Corfitz Ulfeldt und dessen Frau Leonora Christina, einer Tochter von Kirsten Munk. Sie hatte ebenfalls Anteil an der Einführung der absoluten Monarchie in Dänemark, die nach der Belagerung Kopenhagens durch die Schweden von 1658 bis 1660 vonstattenging. Trotz der prekären finanziellen Situation des Landes war sie für ein verschwenderisches Hofleben verantwortlich.
Ihre Witwenjahre verbrachte sie auf ihrem Lustschloss Amalienborg, das für sie in der Zeit von 1669 bis 1673 erbaut und nach ihr benannt worden war. Ihr offizielles Wittum waren Schloss und Herrschaft Nykøbing Falster, wo sie um 1680 ihren Bruder Ernst August von Hannover und dessen Gemahlin Sophie von der Pfalz empfing. Sophie schilderte in ihren Memoiren ihre Schwägerin als besonders herzliche und mütterliche Persönlichkeit.
Sophie Amalies Neffe Georg Ludwig von Braunschweig-Lüneburg, der älteste Sohn ihres Bruders Ernst August, folgte 1714 ihrer Schwiegertochter Anne als König von Großbritannien und Irland.